# Gazeta Lubelska
Gazeta Lubelska – gazeta założona w 1875 przez Leona Zaleskiego, która była najpoczytniejszym dziennikiem lubelskim do początku XX wieku. Ukazywała się nieprzerwanie do 1905. Odrodziła się w 1910 i ukazywała się do zakazu druku w 1911. 
Komplet wydań znajduje się w Rosyjskiej Bibliotece Narodowej w Sankt Petersburgu.